# Abdulmalek al-Khaibri
Abdulmalek al-Khaibri (arabisch عبد الملك الخيبري, DMG ʿAbd al-Malik al-Ḫaibarī; * 13. März 1986 in Riad) ist ein saudi-arabischer Fußballspieler.

## Karriere

### Verein
Er begann seine Karriere bei al-Qadisiyah und wechselte zur Saison 2008/09 nach al-Shabab. Hier gelangen es ihm mit seiner Mannschaft einmal die Meisterschaft, zwei Mal den Pokal sowie nach dem letzten Pokalsieg, den Supercup zu gewinnen. Ab der Saison 2016/17 schloss er sich dem Rekordmeister des Landes al-Hilal an. Hier folgten zwei Meisterschaften sowie ein Pokalsieg als auch der Gewinn der AFC Champions League in der Saison 2019. Seit der Saison 2019/20 spielt er wieder bei al-Shabab.

### Nationalmannschaft
Seinen ersten Einsatz im Trikot der saudi-arabischen Nationalmannschaft hatte er am 17. November 2010 bei einem 0:0-Freundschaftsspiel zuhause gegen Ghana. Er wurde in er 80. Minute für Ahmed Ibrahim Otayf eingewechselt. Erst Ende Mai 2014 bekam er in einem Freundschaftsspiel erneut ein paar Einsatzminuten. Ab September 2015 bekam er schließlich regelmäßig Einsätze in den Qualifikationsspielen zur Weltmeisterschaft 2018. Ohne Einsatz stand er im Kader für die Weltmeisterschaft 2018.